# Shock Corridor
Shock Corridor (bra: Paixões Que Alucinam; prt: O Corredor do Silêncio) é um filme estadunidense de 1963, dos gêneros drama e suspense, dirigido por Samuel Fuller. 
O filme foi escrito e dirigido por Samuel Fuller. Foi considerado "culturalmente significante" pela Biblioteca do Congresso dos Estados Unidos e selecionado para preservação no Registro Nacional de Filmes (National Film Registry).[carece de fontes?]

## Sinopse
Jornalista infiltra-se como paciente em hospital psiquiátrico para desvendar um homicídio ali cometido.

## Elenco
- Peter Breck
- Constance Towers
- Gene Evans
- James Best
- Hari Rhodes
- Larry Tucker